# Волково (Татарстан)
Волково (тат. Волково) — опустевшее село в Агрызском районе Республики Татарстан России. Входит в состав Кулегашского сельского поселения.

## История
Волково было основано в середине XVIII века. До 60-х годов XIX века жители относились к категории государственных крестьян. 

В «Списке населённых мест Российской империи», изданном в 1876 году, населённый пункт упомянут как казённый починок Валков Сарапульского уезда (3-го стана), при речке Бише, расположенная в 83 верстах от уездного города Сарапул. В починке насчитывалось 40 дворов и проживало 290 человек (132 мужчины и 158 женщин). Имелось пять мельниц.

До 1920 года село относилось к Пьяноборской волости Елабужского уезда Вятской губернии. С 1930 года входило в состав Красноборского района Татарской АССР, с 1960 года — в составе Агрызского района. В 1962—1978 годах — центр сельсовета.

## География
Село находится в северо-восточной части Татарстана, в подтаёжной зоне, в пределах южной части Сарапульской возвышенности, на берегах реки Бима, на расстоянии примерно 62 километров (по прямой) к юго-юго-востоку (SSE) от города Агрыз, административного центра района, и в 6 км к юго-западу от центра поселения. Абсолютная высота — 165 метров над уровнем моря.

### Часовой пояс
Село Волково, как и весь Татарстан, находится в часовой зоне МСК (московское время). Смещение применяемого времени относительно UTC составляет +3:00.

## Население
По состоянию на 2012 год постоянное население в селе отсутствовало.
| 1887 | 1920 | 1926 | 1938 | 1949 | 1958 | 1970 | 1989 | 2000 | 2012 |
| ---- | ---- | ---- | ---- | ---- | ---- | ---- | ---- | ---- | ---- |
| 466  | 565  | 609  | 480  | 289  | 269  | 201  | 53   | 17   | 0    |

В 2002 году из 10 человек населения 80 % были русскими.

## Улицы
Уличная сеть села состоит из двух улиц (ул. Заречная и ул. Мира).